# 2018 AG37
2018 AG37 — транснептуновый объект, обнаруженный на расстоянии примерно 140 а. е. (21 млрд км) от Солнца. Диаметр 2018 AG37 оценивается в 400 км.

## Обнаружение
Изображение объекта было впервые получено в январе 2018 года во время поиска гипотетической девятой планеты с помощью телескопа «Субару» американскими астрономами Скоттом Шеппардом, Дэвидом Толеном и Чедвиком Трухильо, однако он оставался незамеченным до повторного просмотра снимков Шеппардом в феврале 2019 года. Об обнаружении объекта было объявлено 21 февраля 2019 года, тогда же он был неофициально назван FarFarOut, чтобы подчеркнуть его огромную удалённость от Солнца. Существование объекта было подтверждено повторными наблюдениями в марте и мае 2019 и в январе 2020 года. Официальное признание и наименование 2018 AG37 новооткрытый объект получил 10 февраля 2021 года.

## Расстояние
Расстояние до объекта сначала было оценено примерно в 140 а.е. (21 млрд км) от Солнца. Из-за короткой дуги наблюдения эта оценка является неточной. По сообщению Шеппарда, расстояние до FarFarOut может составлять от 130 до 150 а.е. По состоянию на февраль 2019 года FarFarOut считался самым далёким из наблюдаемых объектов Солнечной системы.